# Manuel Schwenk
Manuel Schwenk (* 7. März 1992 in Aalen als Manuel Janzer) ist ein deutscher Fußballspieler.

## Karriere

### Vereine
Schwenk spielte in seiner Kindheit zunächst für den TSV Oberkochen. Nach einem Probetraining wechselte er zur Jugend des VfB Stuttgart. In der Saison 2008/09 wurde Schwenk mit der U17 der Stuttgarter Deutscher Meister. Dabei erzielte er im Finale einen Treffer.
Schwenk gab am 20. April 2011 am 34. Spieltag der Saison 2010/11 noch als U-19-Spieler für die zweite Mannschaft des VfB Stuttgart II in der 3. Profi-Liga gegen Kickers Offenbach sein Profidebüt und erzielte dabei den Treffer zum 2:2-Endstand.
Zur Saison 2014/15 wechselte Schwenk zum 1. FC Heidenheim, in der darauffolgenden Saison zu Holstein Kiel. Nach drei Jahren folgte am Ende der Sommertransferperiode 2018 sein Wechsel zum Drittligisten Eintracht Braunschweig. Mit dem Verein stieg er am Ende der Saison 2019/20 in die 2. Bundesliga auf. Am Ende der Saison stand der sofortige Wiederabstieg, woraufhin Schwenk die Eintracht verließ.
Nach dem Ende seiner Profi-Laufbahn Mitte 2023 wechselte Schwenk, der als Spielervermittler tätig ist, zur SpVg Eidertal Molfsee in der Landesliga Schleswig.

### Nationalmannschaft
Schwenk spielte in der Jugend für verschiedene Auswahlmannschaften des DFB. Mit der deutschen U17-Nationalmannschaft wurde er 2009 Europameister.

## Persönliches
Bis zu seiner Heirat Ende Mai 2019 trug Schwenk seinen Geburtsnamen Janzer.